# Ise Bosch
Ise Bosch (* 28. September 1964 in Stuttgart) ist eine deutsche Gründerin, Geschäftsführerin und Erbin sowie Enkelin des Industriellen Robert Bosch.

## Leben
Ise Bosch wuchs in Stuttgart auf. Nach dem Abitur studierte sie 1985 bis 1988 Geschichte am Reed College in Portland (Oregon) und 1994 bis 1998 Jazz im Fach E-Bass an der Hochschule für Musik Hanns-Eisler in Berlin. In den 1990er-Jahren war sie als freiberufliche Musikerin im Bereich Jazz und Weltmusik tätig.
Während ihres Aufenthaltes in den USA kam Bosch mit dem amerikanischen Verständnis von Philanthropie in Berührung und setzt sich seitdem mit ihrem ererbten Vermögen nachhaltig für sozialen Wandel ein. Seit den 1990er-Jahren spendet und stiftet sie gezielt in den Bereichen Menschenrechte, Frauen und sexuelle Minderheiten. So rief sie in New York 1996 den International Fund for Sexual Minorities der Astraea Lesbian Action Foundation ins Leben und gründete 2001 die international tätige Frauenstiftung filia.die frauenstiftung, für die sie von 2003 bis 2011 im Vorstand tätig war. Außerdem ist sie Gründerin und Geschäftsführerin der Dreilinden gGmbH in Hamburg, die sich für die Rechte von lesbischen, bi-, trans* und Inter-Menschen, Frauen und Mädchen einsetzt.
Die zertifizierte Ecoanlageberaterin tritt öffentlich für den verantwortungsvollen und nachhaltigen Umgang mit Vermögen ein. Um den Austausch über strategisches Geldgeben zu fördern, gründete sie 2003 zusammen mit anderen Frauen Pecunia – Das ErbinnenNetzwerk.
2007 erschien im Verlag C. H. Beck ihr Buch „Besser spenden! Ein Leitfaden für nachhaltiges Engagement“. Die Neuauflage ihres Buches „Besser Spenden! Ein Leitfaden für nachhaltiges Engagement“ erschien 2021 im Herder Verlag.
2018 erschien ihr gemeinsam mit Claudia Bollwinkel und Justus Eisfeld verfasstes Buch „Geben mit Vertrauen. Wie Philanthropie transformativ wird“.
Ise Bosch ist Unterzeichnerin der Kampagne Proud to Pay More, mit der sich Superreiche unter anderem beim Weltwirtschaftsforum 2024 für die Besteuerung extrem hoher Vermögen einsetzen.

## Auszeichnungen
- 2017 wurde der Transformative Philanthropy Award der Astraea Lesbian Foundation for Justice nach ihr benannt und sie war die Preisträgerin der ersten jährlichen Verleihung.[17]
- Im Mai 2018 erhielt sie auf dem Deutschen Stiftungstag in Nürnberg den Deutschen Stifterinnenpreis, die höchste Auszeichnung des deutschen Stiftungswesens.[18][19]

## Board-Mitgliedschaften
- Nachhaltigkeitsbeirat der Oeco Capital Lebensversicherung (2004–2016)
- Anlageausschuss der GLS Bank (2006–2012)
- Stiftungsrat der Berghof Foundation (seit 2008)
- LGBT Advisory Council, Human Rights Watch (seit 2009)
- Trägerverein des Deutschen Instituts für Menschenrechte (seit 2014)